# Acanthocheilus quadridentatus
Acanthocheilus quadridentatus är en rundmaskart som beskrevs av Raffaele Molin 1858. Acanthocheilus quadridentatus ingår i släktet Acanthocheilus och familjen Ascarididae. Inga underarter finns listade i Catalogue of Life.